# Жилой дом Семячкиных
Жилой дом Семячкиных — памятник градостроительства и архитектуры в историческом районе Сормово Нижнего Новгорода. Построен в 1857 году. Автор проекта не установлен. С момента постройки до 1970-х годов принадлежал семейству Семячкиных. 
Дом является архитектурным памятником Нижнего Новгорода середины XIX века. Фасад украшен чрезвычайно редкой сегодня нижегородской глухой домовой резьбой. Входит в исторический комплекс нижегородской деревянной и каменно-деревянной архитектуры XIX — начала XX веков.  

## История
Сормовский район Нижнего Новгорода — один из старейших в городе. До революции село Сормово входило в Балахнинский уезд Нижегородской губернии. Первое упоминание о нём задокументировано в летописи в 1542 году. Тогда же были основаны расположенные вблизи деревни Починки и Копосово. Район стал активно развиваться после основания 21 июня 1849 года Сормовского завода, ставшего одним из крупнейших судостроительных предприятий в России и Европе. Через несколько лет Сормово и прилегающие деревни начали активно застраиваться одно- и двухэтажными деревянными и каменными домами.
В 1857 году в деревне Копосово на улице, являвшейся продолжением Большой дороги (из Нижнего Новгорода в Балахну), был выстроен двухэтажный деревянный дом, принадлежавший семейству Семячкиных. Дом был выполнен по типу «горница с сенями». Главный фасад имел три окна. По внутренней планировке дом делился на три комнаты и кухню. К основному объёму был пристроен крытый деревянный двор. Главный фасад был обращён на красную линию застройки улицы. Из-за сложных геоморфологических условий местности (болотистая почва), дом давал большую осадку и постепенно стал уходить под землю.
В 1941—1945 году шёл процесс перестройки здания. Первый этаж к этому времени уже полностью ушёл под землю, поэтому было решено сохранить только второй и поставить его на кирпичный фундамент. Вследствие перестройки изменились первоначальные объёмы здания — дом стал деревянным одноэтажным на кирпичном цоколе под скатной кровлей, к северо-западной стене пристроены крытые сени. В это же время был пристроен одноэтажный кирпичный объём.    
В 1970-е годы, когда составлялся паспорт объекта культурного наследия, дом всё ещё принадлежал представительнице семейства Семячкиных — Ангелине Семячкиной.       

## Архитектура
При перестройке сохранились основные архитектурные и планировочные качества: глухая резьба на главном фасаде, три световые оси, треугольный фронтон и окна без ставень с резными очельями растительного орнамента. Главный фасад украшен досками с растительным орнаментом и розеттами. По центру фронтона выполнено чердачное циркулярное окно, заключённое в резной наличник. Лобовую доску составляет орнамент из сложноперевитых стеблей с детализированными листьями и с вырезанным годом постройки — «1857», заключённым в орнамент.   